# Giorgio Piccolo
Giorgio Piccolo (Napoli, 19 aprile 1947) è un politico italiano.

## Biografia
Diplomato al Istituto Tecnico Professionale, è operaio Enel e sindacalista della CGIL, in particolare nella FNLE (settore elettrico, gas e acqua); dal 2003 al 2006 fa parte della segreteria provinciale napoletana della Camera del Lavoro.
Alle elezioni politiche del 2013 viene eletto alla Camera dei Deputati, nella circoscrizione Campania 1, nelle liste del Partito Democratico.
Il 28 febbraio 2017 prende parte alla scissione dell'ala sinistra del Partito Democratico, aderendo ad Articolo 1 - Movimento Democratico e Progressista. Termina il proprio mandato parlamentare nel marzo 2018.